# Артурс-Пасс (національний парк)
Національний парк Артурс-Пасс (англ. Arthur's Pass National Park) — національний парк розташований в округах Вестланд (регіон Вест-Кост) та Селвін (регіон Кентербері) на Південному острові Нової Зеландії і охоплює 1185 км² переважно гірської місцевості. Поруч з ним, на півдні, розташований лісовий парк Крейґіберн.

## Історія
Національний парк Артурс-Пасс був створений у 1929 році, ставши першим національним парком на Південному острові та третім у Новій Зеландії. Земля під парк (перевал Артур та ущелина Отира) спочатку була відведена відповідно до «Закону про землі» 1885 року та «Закону про збереження пейзажів» 1903 року. Ця земля стала основою національного парку.
Коли в 1926 році була побудована залізниця, поїздки на поїзді з Крайстчерча в ущелину Отира почалися з одноденних екскурсій, які поширювалися і на перевал Артура. На жаль, місцеві квіти були популярними сувенірами для туристів, тому поширилася практика вирубки дерев, щоб отримати більшу площу для квітів рати. В результаті, через загрозу зникнення рідкісних ендемічних рослин, був зроблений великий поштовх до встановлення статусу національного парку для цього району. Це призвело до створення в 1929 році національного парку Артурс-Пасс. Недостатнє фінансування парку на початковому етапі створення означало, що спочатку це був національний парк лише за назвою, тому пройшло кілька років, щоб національний парк набув свого статусу і флора та фауна стали повністю захищені. Перший штатний рейнджер Рей Клеланд був призначений в Національний парк Артурс-Пасс в 1950 році. Спочатку у нього не було робочого транспортного засобу, і замість цього він використовував коня. Обов'язки в нього були широкими і різноманітними, включаючи будівництво хатин і шляхів, популяризацію національного парку, пошуково-рятувальні роботи, охорону паркового середовища і контроль дотримання правил і норм в парку.

## Центр відвідувачів

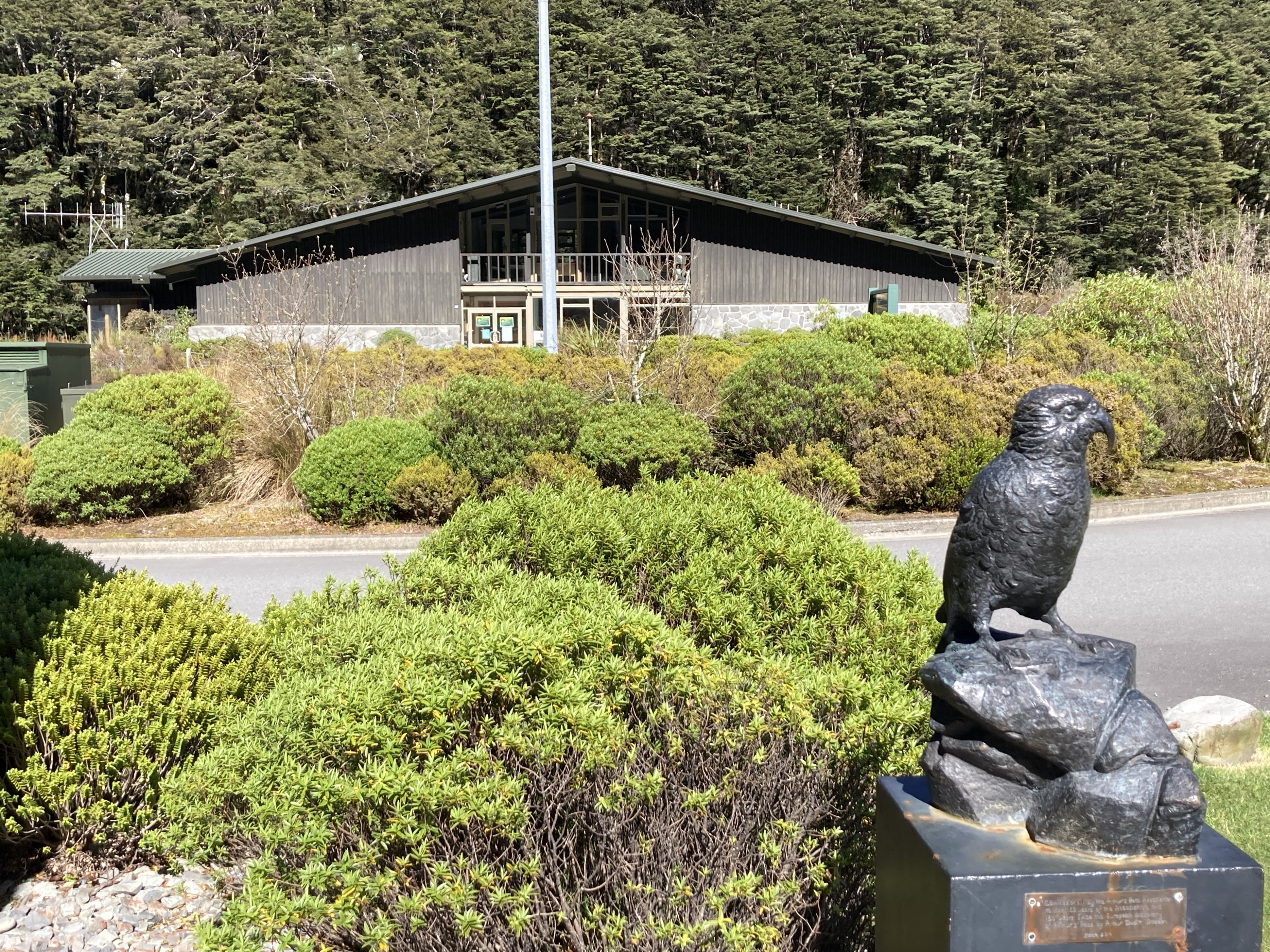
Будівля центру відвідувачів Артурс-Пасс

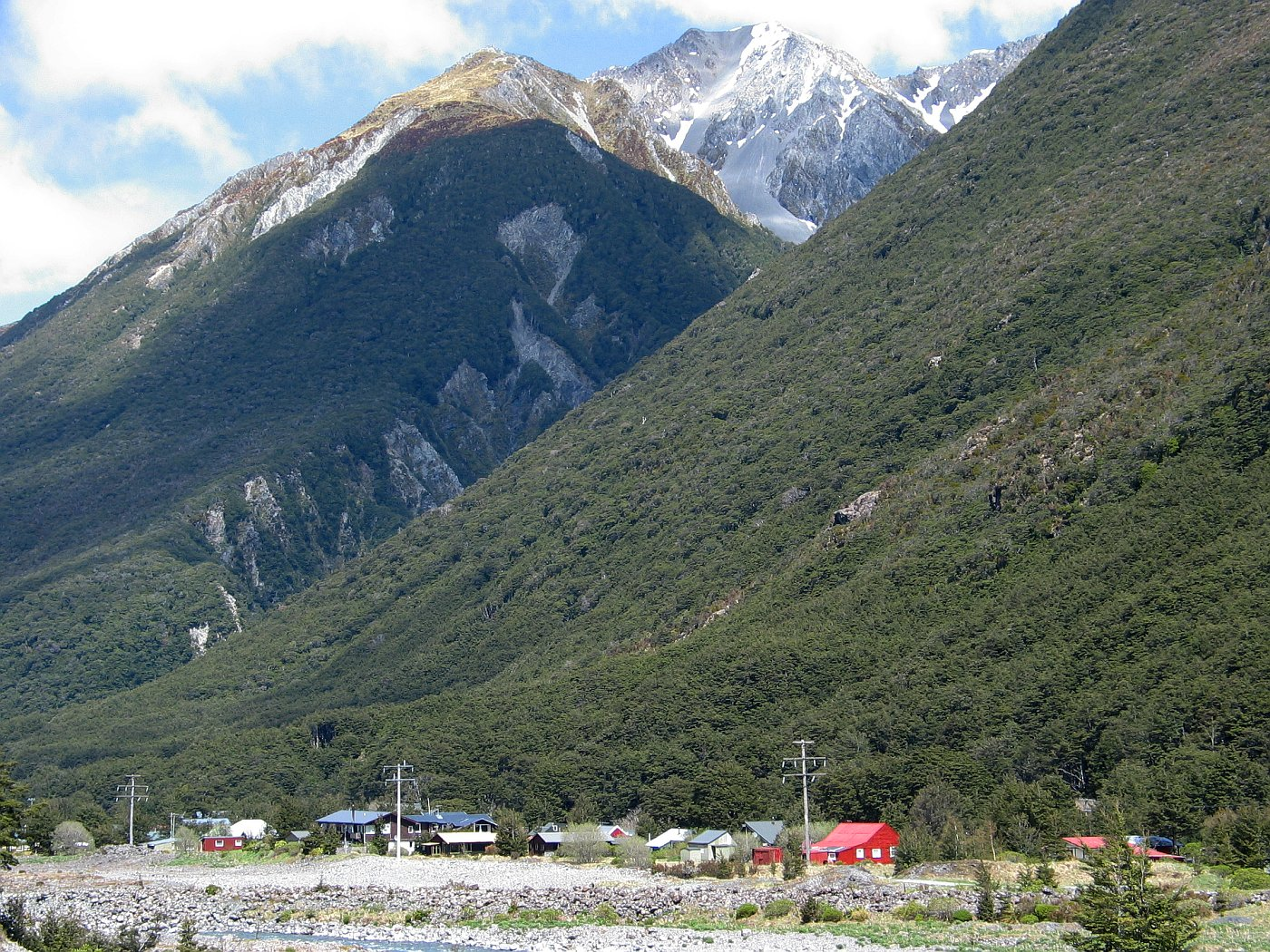
Селище Артурс-Пасс

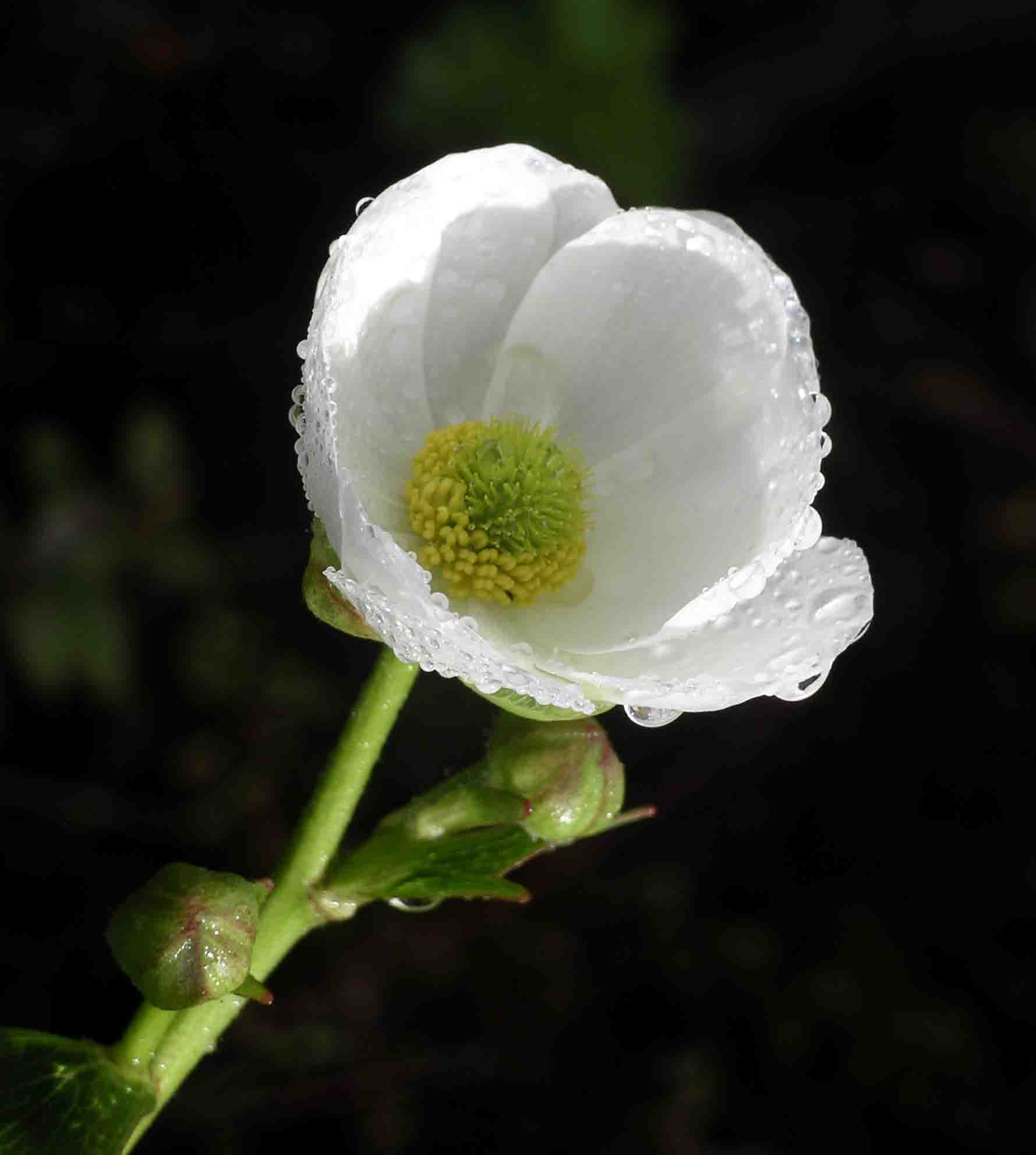
Квітка гірського жовтцю на перевалі Артура

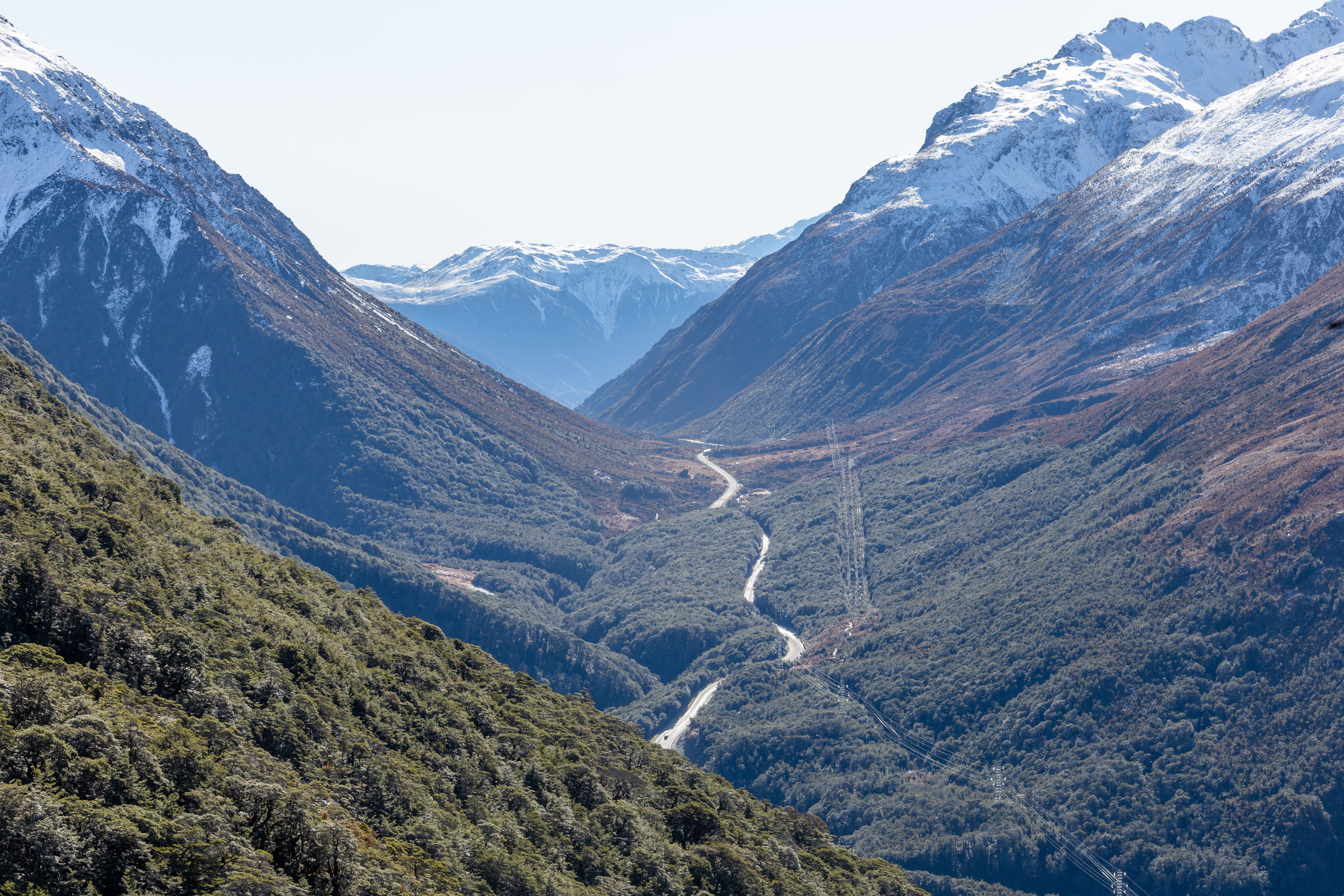
Перевал Артура, видно зі схилів піку Аваланч

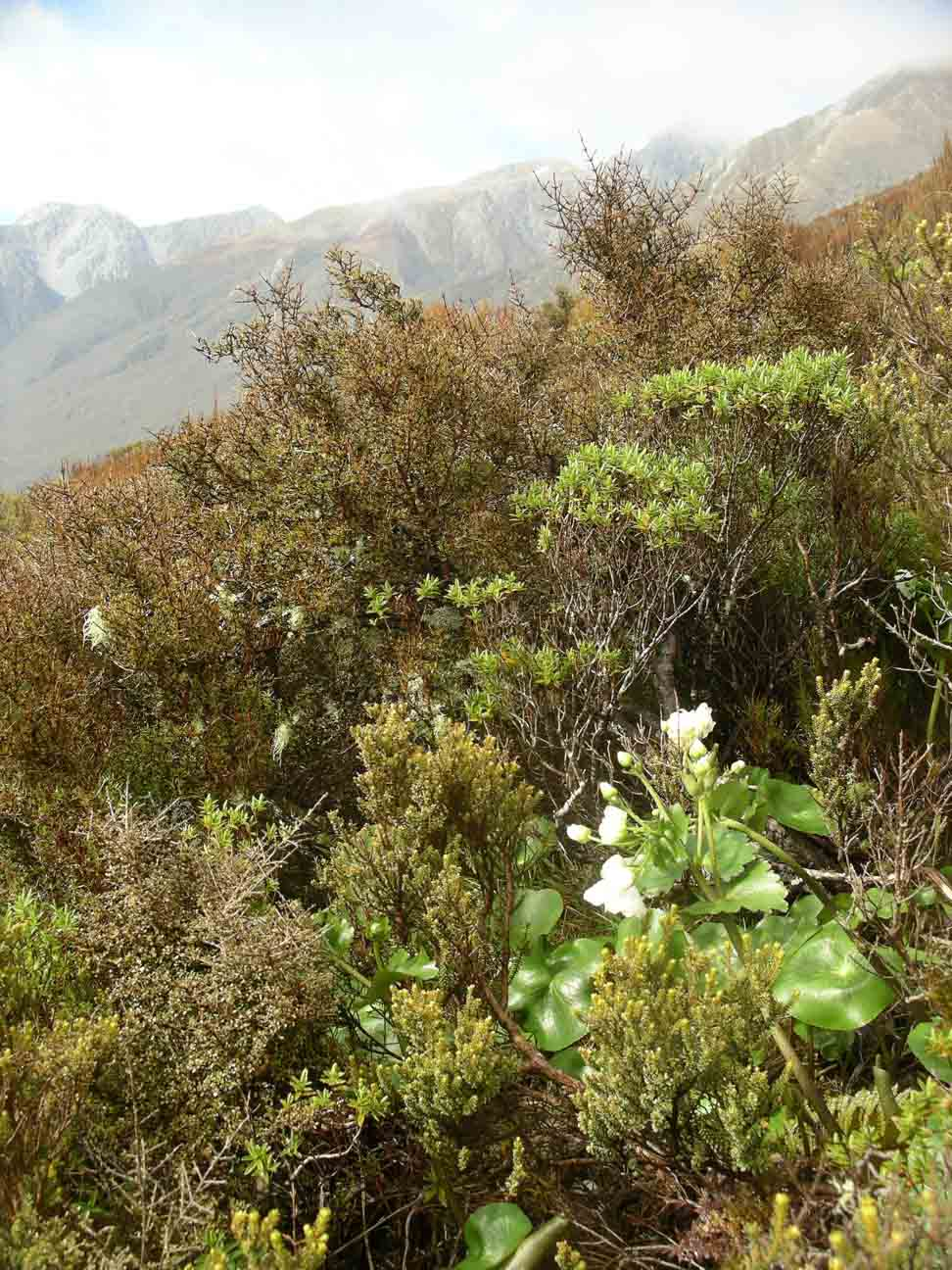
Гірський жовтець на перевалі Артура

Перший центр відвідувачів національного парку був побудований в Артурс-Пасс у 1959 році за сприяння «Клубу мандрівників Крайстчерча». Він був розроблений архітектором Полом Паско, який використав для будівництва місцевий камінь, щоб відобразити місцеву геологію національного парку. Окрім офісів Департаменту охорони природи (DOC), у будівлі розміщувалися музейні експозиції з історії перевалу Артура (включаючи диліжанс Річарда Седдона) та архіви, що детально описують історію Національного парку Артурс-Пасс.
У 2019 році будівля центру відвідувачів була оголошена небезпечною при землетрусах в цьому регіоні, і центр був перенесений у тимчасовий пересувний будиночок через дорогу. Департамент охорони природи Нової Зеландії оцінив вартість оновлення будівлі до необхідних стандартів у 3 мільйони новозеландських доларів.

## Розвиток парку
Департамент охорони природи розглядає розвиток національного парку Артурс-Пасс як місце остаточного призначення переважної більшості екскурсій в цей регіон. Поставлена мета заохотити як найбільше відвідувачів залишитися на ніч в парку. Для досягнення цього знадобиться будівництво більш високого класу житла та зручностей. У звіті зазначається, що пік відвідувачів припадає на літо. У парку бракує варіантів більш тривалих денних прогулянок і будь-яких погодних зручностей. У звіті також передбачається, що канатна дорога стане популярною для доступу до вершин гір, а також гарячі басейни в селищі та оновлений центр відвідувачів. Департамент охорони природи ще не ухвалив рішення щодо перспектив розвитку національного парку Артурс-Пасс до червня 2021 року.

## Географія
Національний парк Артурс-Пасс розділений навпіл державним шосе SH 73. Дорога проходить через селище Артурс-Пасс та однойменний гірський перевал через Південні Альпи на максимальній висоті 920 метрів над рівнем моря. Парк знаходиться під управлінням Департаменту охорони природи та працює в складі, адміністративно-інформаційного центру в селищі Артурс-Пасс.
Парк територіально чітко розділений Головним вододілом Південного острова. Східна сторона зазвичай більш суха і складається з гірського букового лісу з широкими руслами річок, тоді як західна сторона містить густі тропічні ліси (до складу яких входять змішаний подокарп та рата). Значна частина рельєфу парку була сформована впливом стародавнього льодовика, який утворив плоскодонні U-подібні долини. Посередині високий гірський хребет, що складається з великих засніжених вершин та осипів на схилах.

### Географічні об'єкти
Парк містить такі географічні об'єкти, як:
- Частина основного вододілу Південного острова, включаючи наступні перевали — Гарман (1315 м), Ваймакарірі (1787 м), сам Артурс-Пасс (920 м), Гот-Пасс (1070 м) — на маршруті «Мінга-Децепшин»; Тарагуна, Ворслі (989 м), Мінчин (1082 м) та Гарпер (962 м).
- Витік річки Ваймакарірі, дуже близько до хатини водоспадів Ваймакарірі (висота верхнього — 80 м, нижнього — 50 м).
- Численні притоки (річки або струмки) до річки Ваймакарірі, включаючи річки Білі, Поултер, Говдон, Біла, Ворона та Анти Ворона.
- Річка Тарамакау та її численні притоки (річки або струмки), включаючи річки Отира, Децепшин та Отегаке.
- Найбільші озера: Анна; Флоренція; Каурапатака (0,34 км²); Мізері; Саллі; Грейс; Мінчин (0,18 км²); Маргарет Тарн.
- Гора Мерчисон (англ. Mount  Murchison) з висотою 2408 метри над рівнем моря — є найвищою вершиною парку[9].

## Відпочинок
Парк є популярним для пішохідного туризму, катання на лижах, полювання та альпінізму. Щороку в лютому траси трамплінґу «Мінга-Децепшин» використовується для бігової частини перегонів «Від узбережжя до узбережжя».

## Пік Аваланч
Пік Аваланч (англ. Avalanche Peak; укр. Пік Лавини; 1833 м) — єдина вершина в національному парку Артурс-Пасс з маршрутом до вершини, позначеним жердинами. Сходження круте, але приємне, на висоту до 1100 метрів по вертикалі від селища Артурс-Пасс. У ясний день подорожні можуть побачити епічні краєвиди Південних Альп.

## Водоспад Девілс Пунчбовл

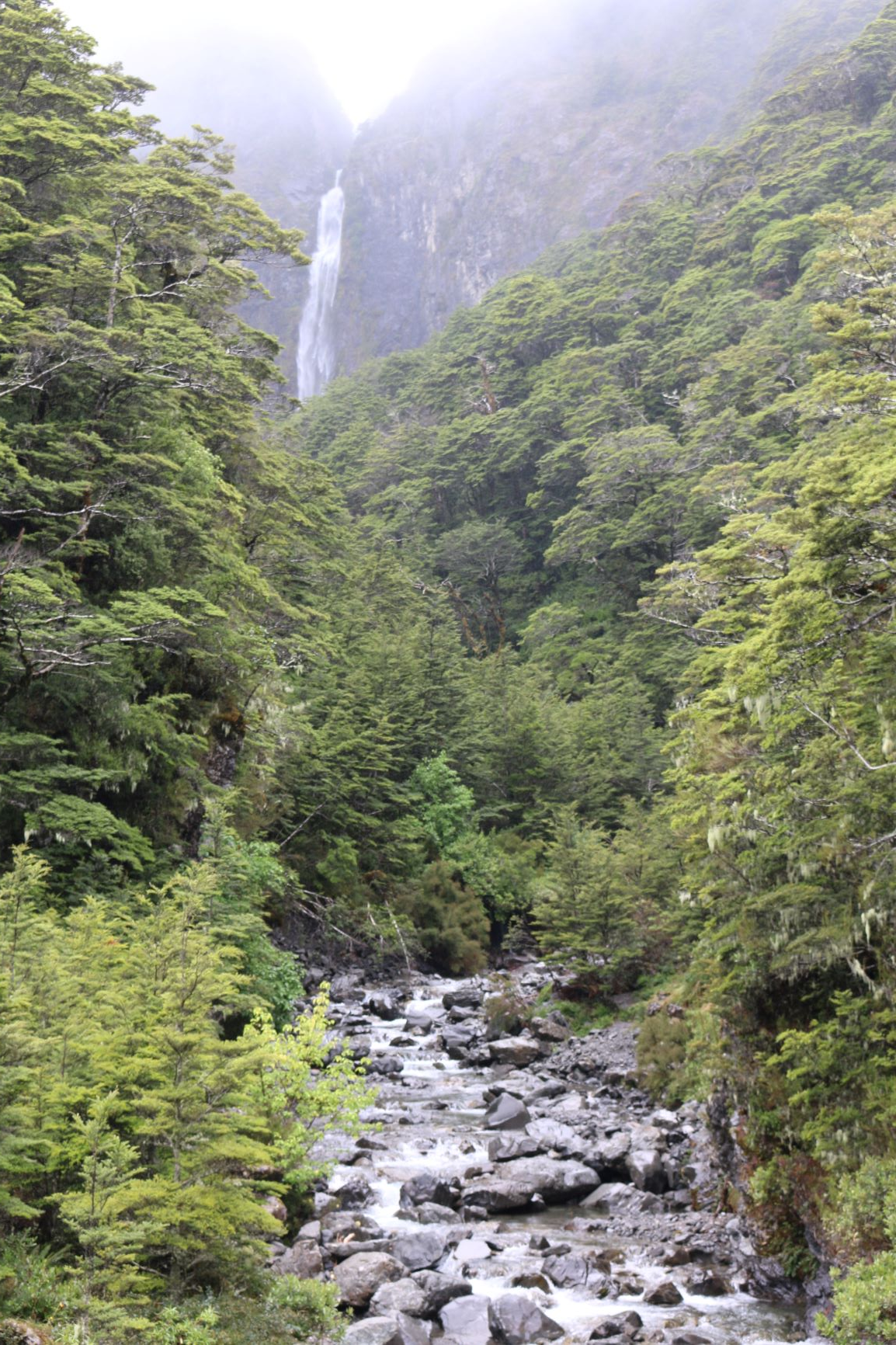
Водоспад Девілс Пунчбовл

Водоспад Девілс Пунчбовл (англ. Devils Punchbowl Waterfall, укр. Чаша диявола) розташований недалеко від північного краю селища Артурс-Пасс, на однойменному струмку (лівій притоці річки Білі). Цю коротку подорож до водоспаду можна пройти менш ніж за дві години. Початок шляху — біля пішохідного мосту, що перетинає річку Білі. Шлях проходить по буковому лісі, населеному птахами. Стежка піднімається доглянутою доріжкою до основи 131-метрового водоспаду, де є оглядовий майданчик.

## Гора Роллестон

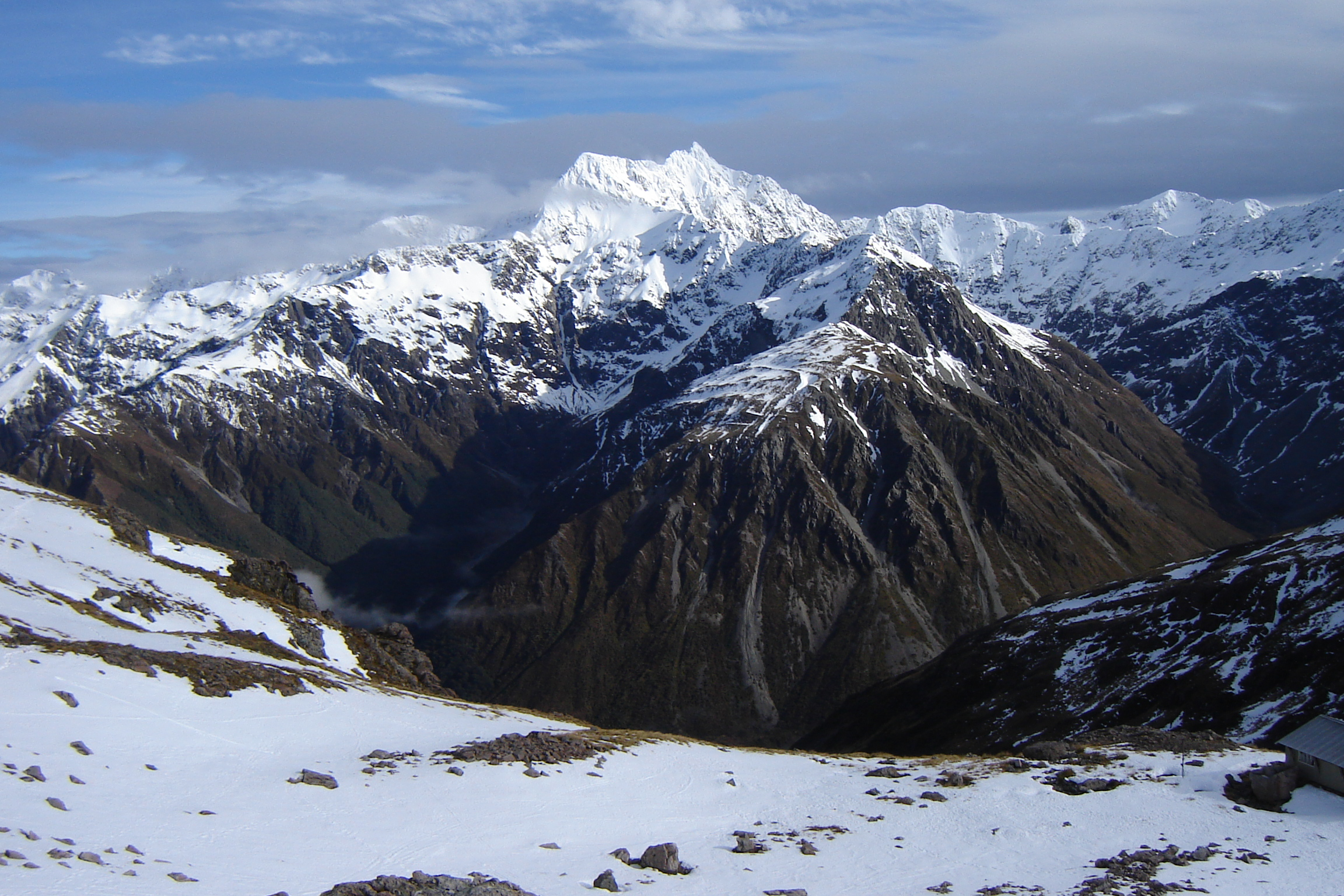
Гора Роллестон (2009)

Гора Роллестон (англ. Mount Rolleston) — одна з найвищих вершин Національного парку. Її висота 2271 метр над рівнем моря. Це популярна гора для підйому серед туристів, і на неї є кілька маршрутів сходження. Льодовик Роллестон значно розтанув, і швидкість танення у 2011 році, в звичайних природних умовах, мала би стати подією в 1 випадок на 100 років, але через зміни клімату це стало подією 1 випадок на 8 років.

## Траса Білі Спур
Траса Білі Спур (англ. Bealey Spur Track) — популярна одноденна екскурсія в національному парку Артурс-Пасс. До хатини Білі Спур можна легко дістатися за 2,5 години. У погожий день відкривається незабутній вид на краєвиди басейну річки Вамайкарірі та навколишні гори.

## Басейн Ваймакарірі

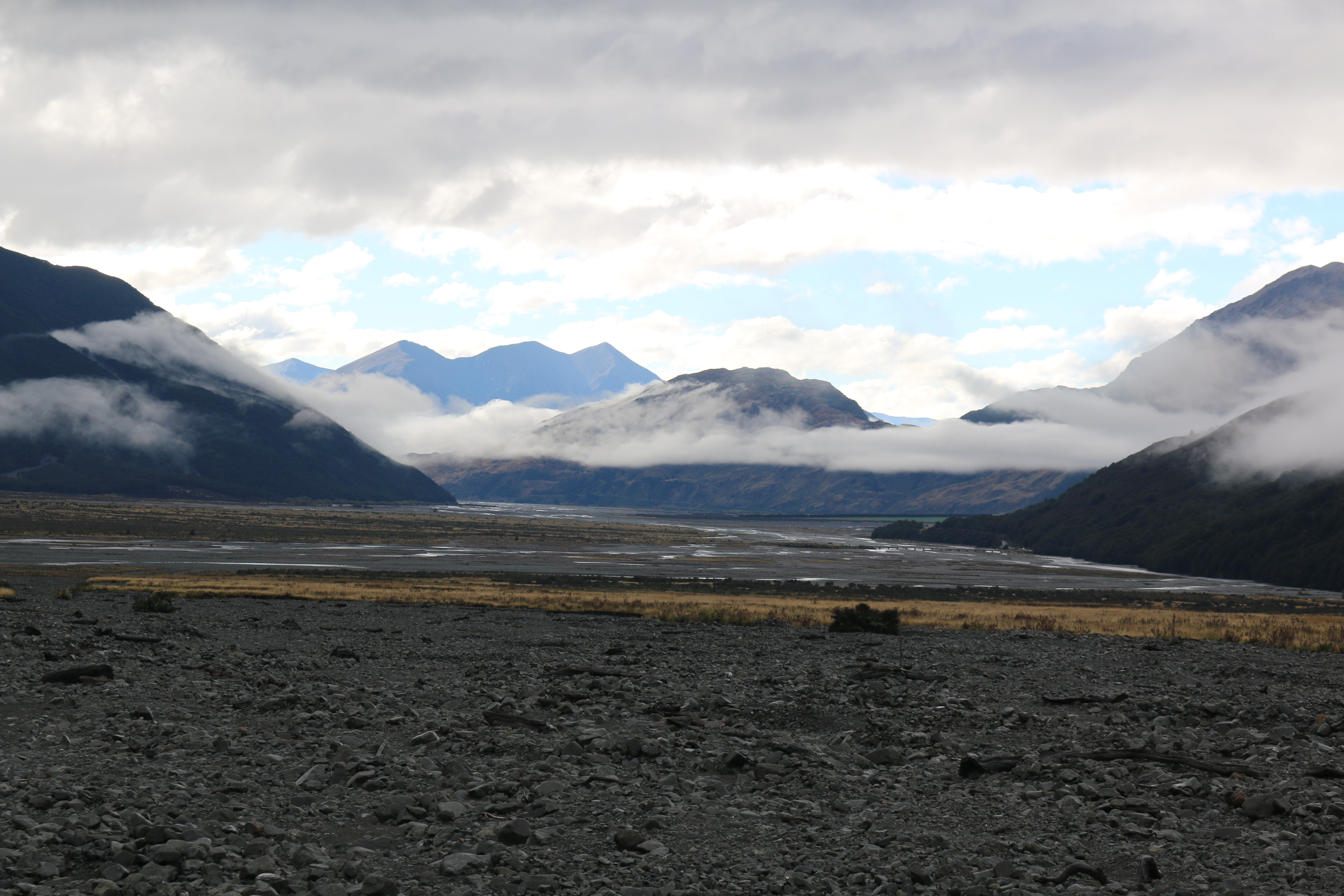
Басейн Ваймакарірі

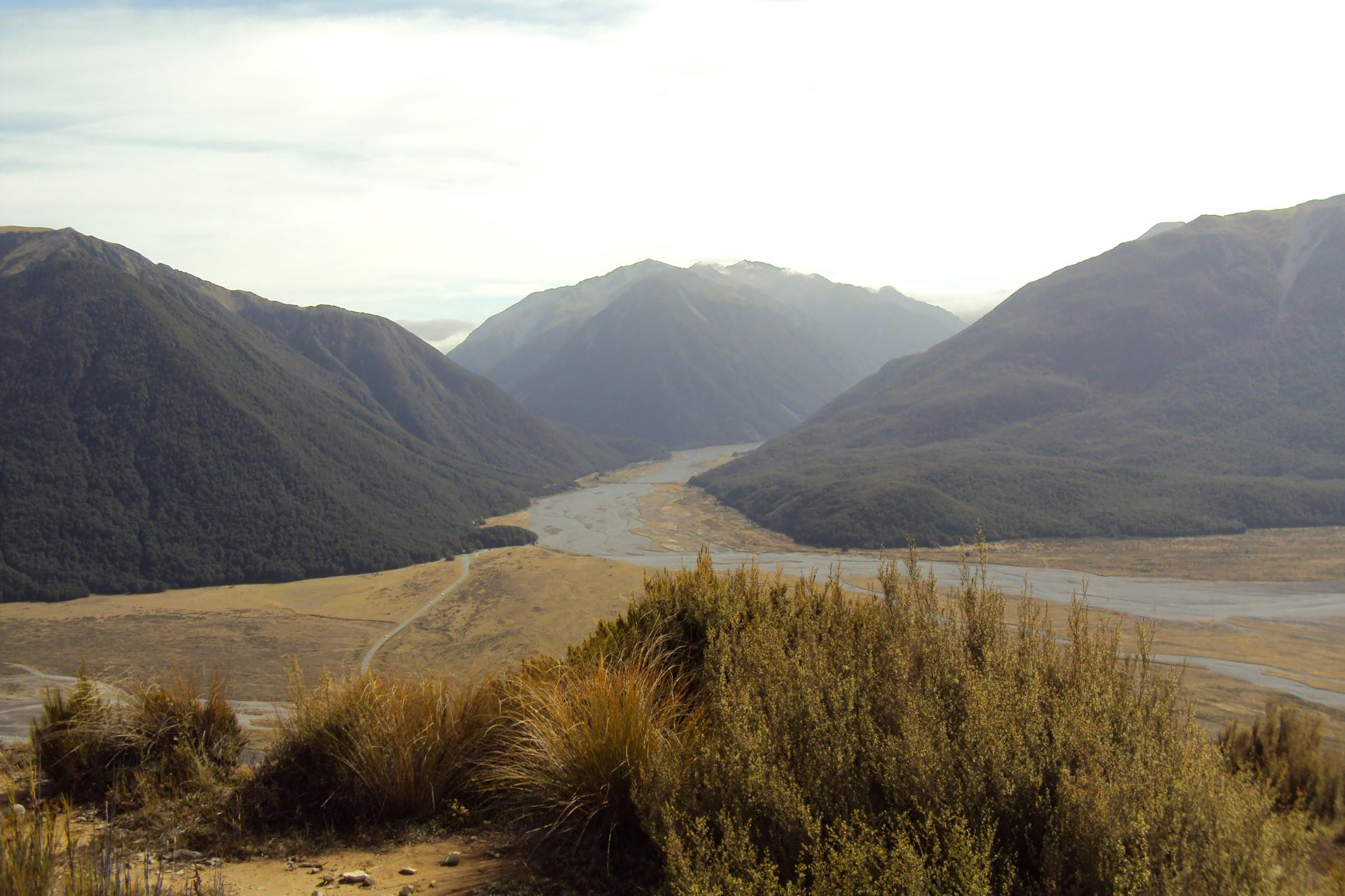
Вид на національний парк Артурс-Пасс з траси Білі Спур

Траса О'Мелліс (англ. O'Malleys track) — маршрут, який починається з державного шосе SH 73, біля мосту «Білі» через річку Ваймакарірі йде вверх по правому березі Ваймакарірі, перетинає Турецьку площину (720 м) до хатини Анти Ворона (6 спальних місць), а потім до хатини Каррінгтон (36 спальних місць), яка розташована поряд з гирлом річки Біла (права притока Ваймакарірі). На це в середньому потрібно п'ять годин ходьби. Від хатини Каррінгтон можна піднятися на перевал Гарман (англ. Harman Pass, 1315 м) та вищий перевал Вайтгорн (англ. Whitehorn Pass, 1753 м) і таким чином перетнувши південний відріг Південних Альп — хребет Шалер (англ. Shaler Range) в самій північній його частині, спуститися вздовж русла струмка Кронін до хатини Парк Морпет, яка розташована в гирлі струмка Кронін (ліва притока річки Вільберфорс). Ще одна подорож від хатини Керрінгтон полягає в тому, щоб продовжити шлях по річці Ваймакарірі до хатини водоспадів Ваймакарірі, яка знаходиться на висоті 1290 метрів над рівнем моря. У хатині є шість спальних місць, і звідси можна здійснити різноманітні альпіністські походи у більш вищі гори Національного парку.
Від хатини Анти Ворона також можна перетнути річку Вамакарірі і піднятися вздовж річки Ворона у напрямку до хатини Ворони, яка розташована на висоті 1020 метрів над рівнем моря і має 10 спальних місць.

## Траса Трампінґ Едвардс-Говдон
Трампінґ Едвардс-Говдон (англ. Edwards-Hawdon Tramping Track) — складний маршрут пролягає вгору по річці Едвардс (ліва притока Білі), перетинає альпійський перевал Таруагуна (1252 м), сідловину Тарн-Кол (1368 м) і перевал Волкера (1095 м), а потім опускається вниз по річці Говдон (ліва притока Ваймакарірі). Вебсайт Департаменту охорони природи описує ці місця як «…один з найкращий та приголомшливих альпійських ландшафтів національного парку Артурс-Пасс. Мальовнича висяча долина на перевалі Волкера — гідна винагорода і варта кожного кроку через перевал Таруагуна та крутий підйом до сідловини Тарн-Кол». Як правило, це мандрівки на три дні та дві ночі з зупинками в хатинах Едвардса (16 місць) та Гавдона (20 місць). Але ця траса підходить тільки для дуже досвідчених груп мандрівників.

## Траса Трампінґ Ендрюс-Поултер

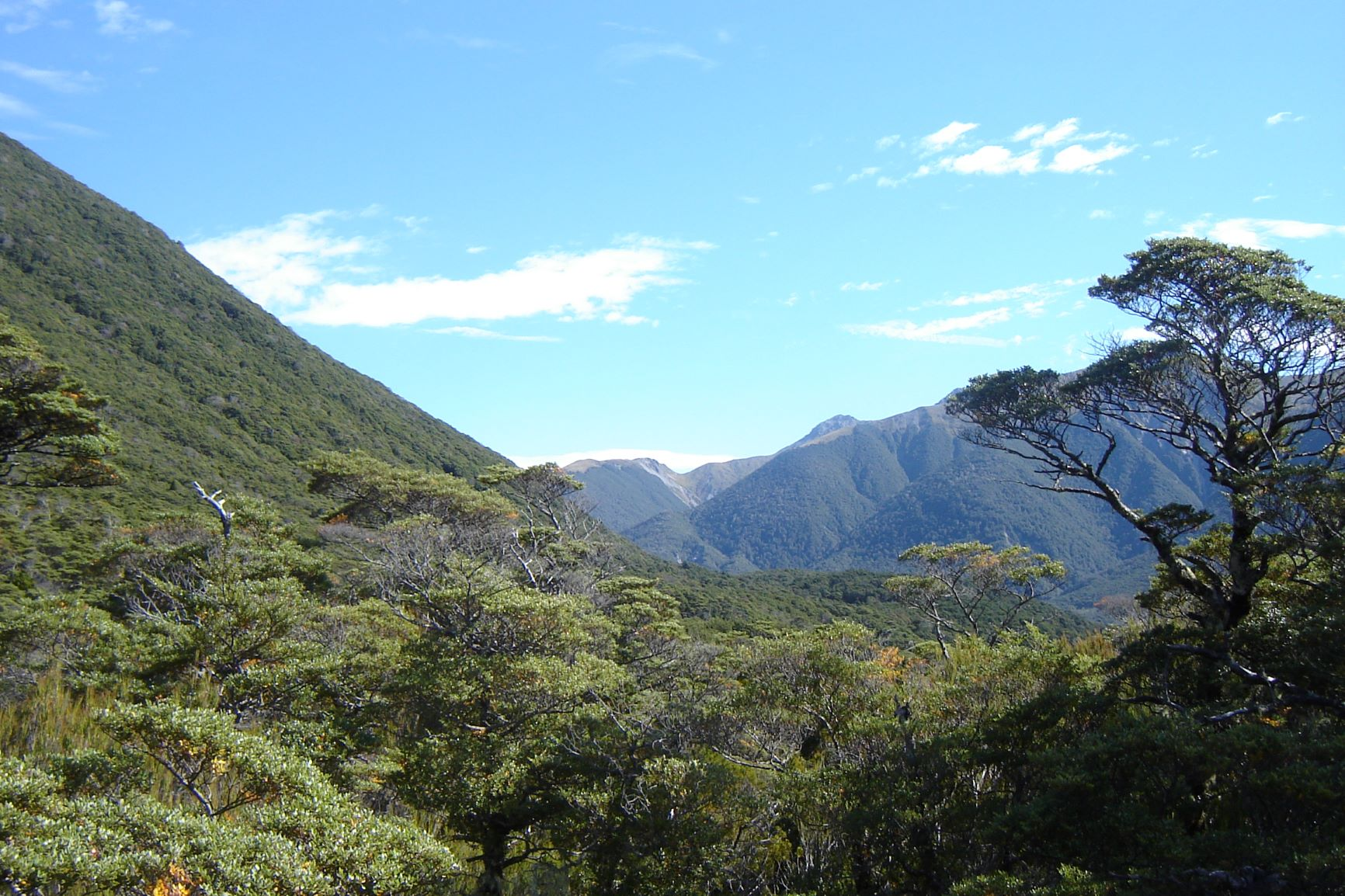
Буковий ліс на трасі Ендрюс-Поултер

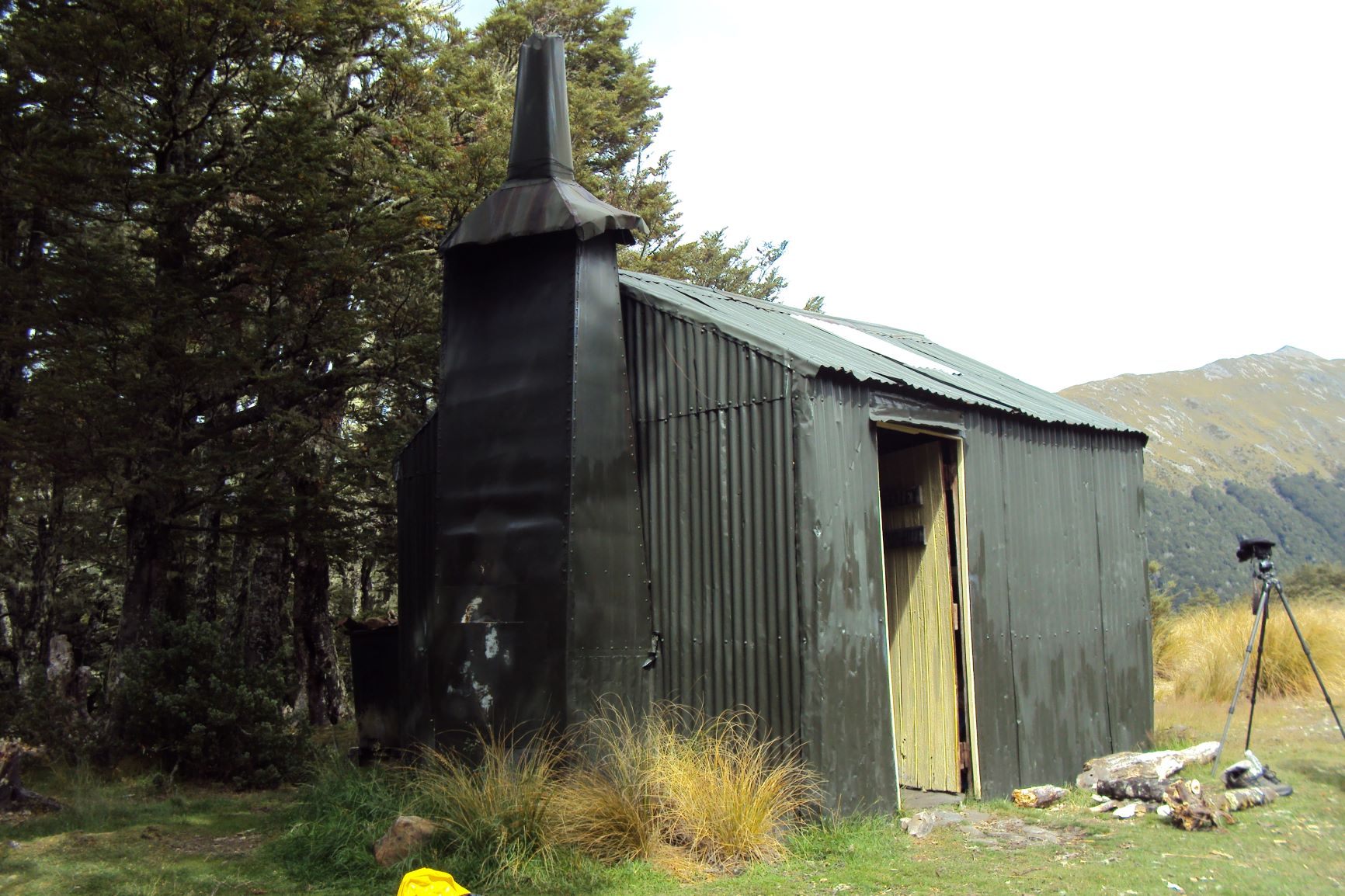
Хатина Білі Спур

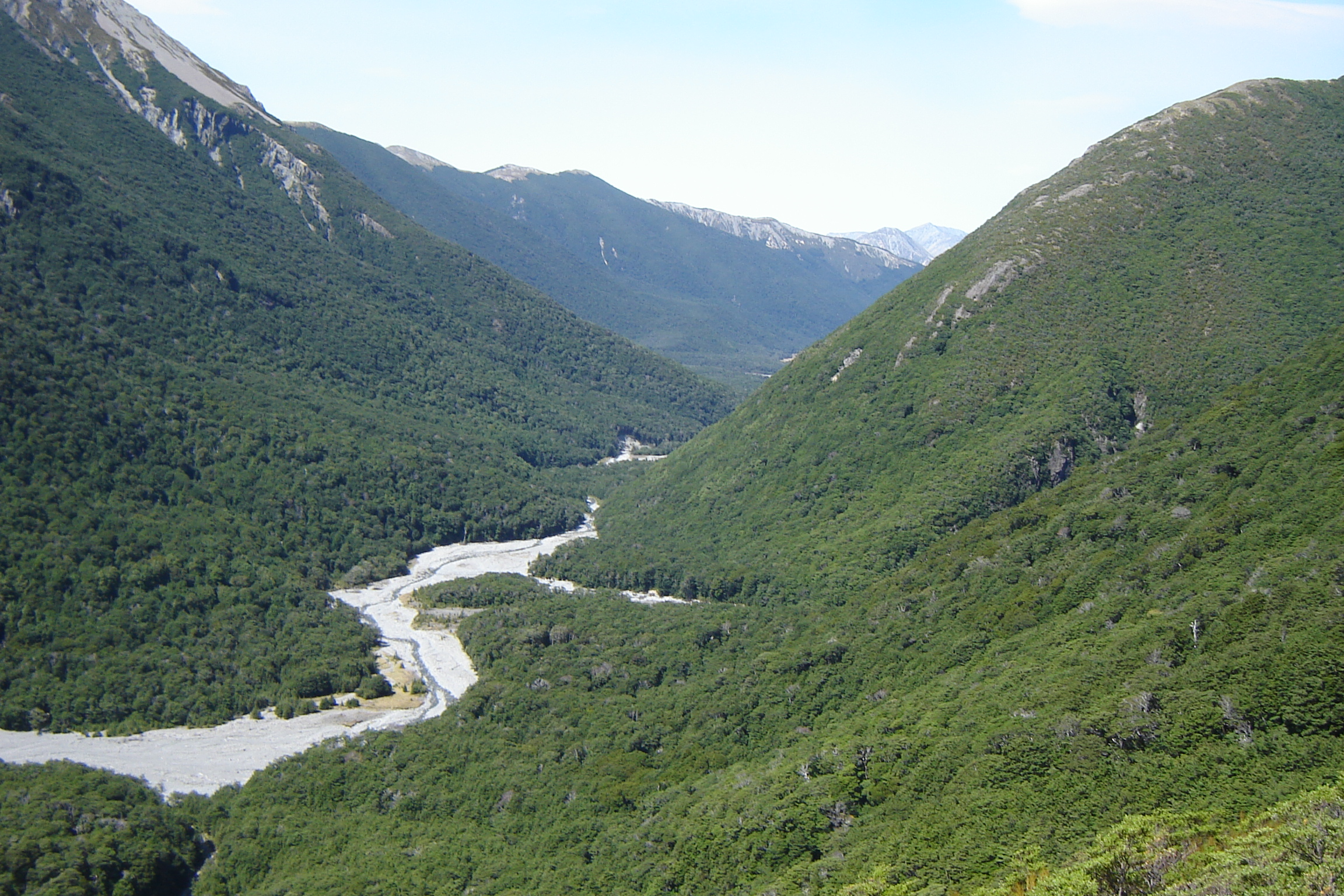
Річка Ходон

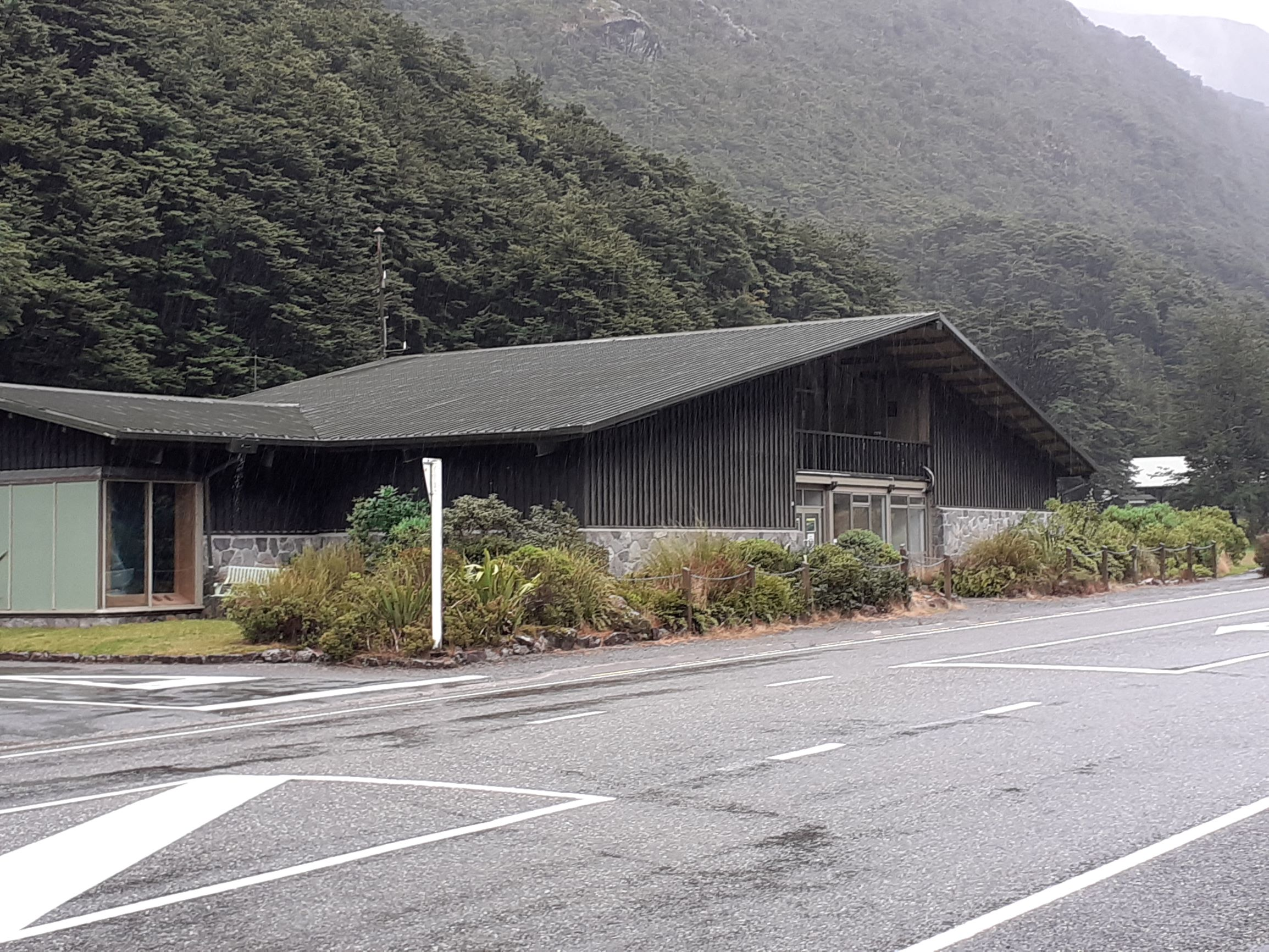
Будівля центру відвідувачів Артурс-Пасс (закрита у 2019 році). Центр відвідувачів перемістився через дорогу.

Трампінґ Ендрюс-Поултер (англ. Andrews-Poulter Tramping Track) — популярний нетехнічний маршрут по східній стороні національного парку Артурс-Пасс. Він починається від притулку Ендрюс (англ. Andrews shelter), прямує на північ долиною струмка Ендрюс (ліва притока Ваймакарірі), перетинає два перевали, першим є сідловина Кейсі (777 м) оточена буковим лісом. Далі траса веде на північний схід до хатини Кейсі. Другий день подорожі на південь правобережною рівниною річки Поултер (ліва притока Ваймакарірі), перш ніж в районі гирла струмка Піт (права притока Поултер) повернути на захід і піднятися через буковий ліс до сідловини Бінзер (1085 м), а потім спуститися на автостоянку біля притулку Ендрюс на дорозі до хатини Біла Гора (590 м), що на березі озера Летітіа і біля підніжжя гори Біла (1741 м).
Хатина Кейсі згоріла у жовтні 2015 року. Було встановлено, що пожежа, швидше за все, розпочалася біля дров'яної печі або біля входу до хатини. На щастя, вогонь не поширився на навколишній ліс. Будиночок був побудований у 1969 році і мав 16 спальних місць.
У 2019 році два анонімних донори виділили 250 000 доларів на будівництво нового будиночка. Департаменту охорони природи запланував побудувати хатину розміром 8 на 5 метрів, на 12 спальних місць.
У серпні 2020 року новий будиночок Кейсі було збудовано і відкрито. Він має деякі оновлення в на відміну від попереднього, включаючи більш безпечніший і ефективніший камін, подвійне скло, ізоляцію та поліпшене сонячне освітлення приміщень.

## Траса Трампінґ Мінга-Децепшин
Трампінґ Мінга-Децепшин (англ. Mingha-Deception Tramping Track) — відомий мандрівний шлях, який прямує річкою Мінга до перевалу Гот-Пасс (1070 м). Хатина Гот-Пасс розташована на перевалі та має 20 двоярусних ліжок. Другий день передбачає подорож по річці Децепшин та кілька річкових переправ. Можна здійснити паралельну подорож до озера Мавіс з перевалу Гот-Пасс. Цей маршрут використовується як гірська траса для перегонів «Від узбережжя до узбережжя» у зворотному напрямку. Боротьба зі шкідниками (виловлювання горностаїв, ласок, щурів і диких котів) відбувається на цьому маршруті в рамках «Програми відновлення качки новозеландської» (Вайо).

## Траса Хатина Керролла
Траса Хатина Керролла (англ. Carroll Hut Track) — маршрут, який знаходиться на західному узбережжі Національного парку Артурс-Пасс, за 3 кілометри на північ від Отири на державному шосе SH 73 біля струмка Келліс-Крік. Подорож до хатини займає близько трьох годин. Це східчастий підйом через подокарповий та широколистяний ліс. З нього відкривається гарний краєвид на річку Тарамакау у ясний день. Сама хатина має 10 двоярусних ліжок, але не має ніякого опалення. Повернення від хатини до дороги займає приблизно 90 хвилин.

## Фауна

### Блакитна качка (вайо)

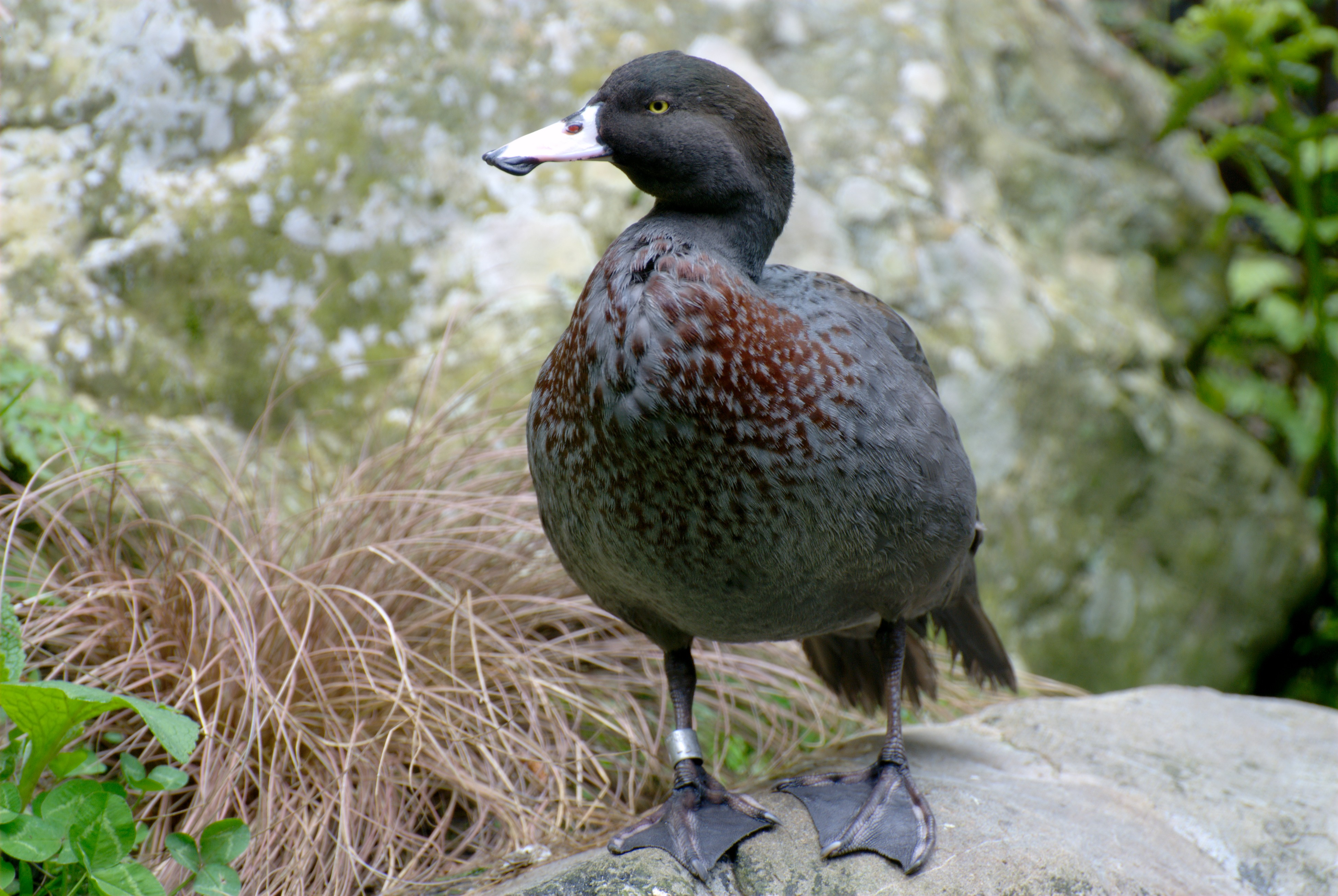
Блакитна качка (вайо)

Сімнадцять Вайо (лат. Hymenolaimus malacorhynchos, Блакитна качка) були випущені в парк у березні 2021 року. У Новій Зеландії їх залишилося менше 3000 особин.

### Какарікі малий

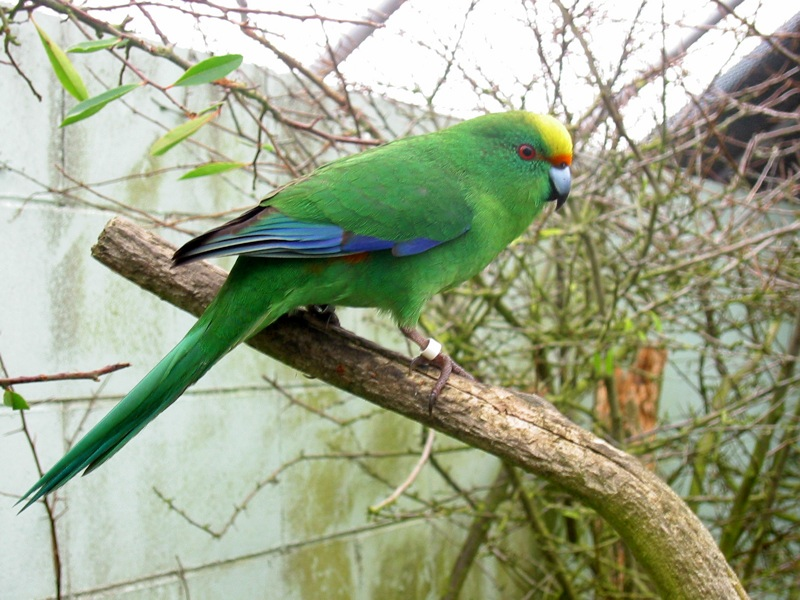
Папуга малий какарікі

Папуга Какарікі малий (лат. Cyanoramphus malherbi, маор. Kākāriki karaka помаранчево-зелений) — найрідкісніший із шести видів какарікі Нової Зеландії, зустрічається лише в національному парку Перевал Артура. Найчастіше вони зустрічаються в долинах річок Говдон та Поултер.

### Кеа

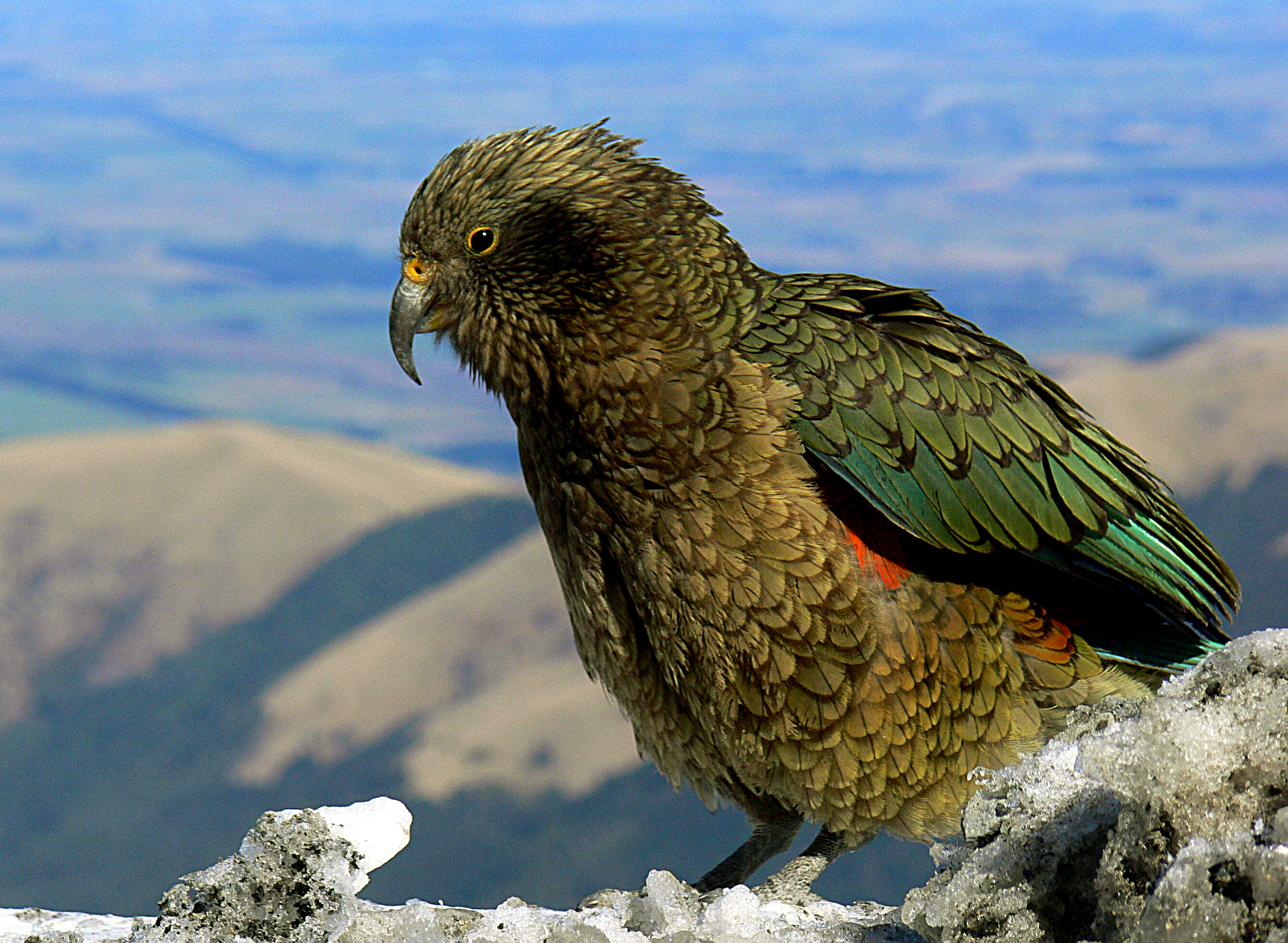
Папуга Кеа

Кеа (лат. Nestor notabilis) — папуга, якого часто можна побачити як у парку, так і в селищі Артурс-Пасс. Траса Скотта, що веде до вершини Піку Аваланч, також є місцем де мешкає кеа, особливо поблизу верхньої межі лісу. Молодих кеа часто можна помітити на автостоянці біля оглядового майданчика віадуку (також відомого як «Кут Смерті»). Це близько 8 км на захід від селища Артурс-Пасс. Кеа також є частими відвідувачами місцевих гірськолижних полів (Портерс, Чізмен, Брокен Рівер, Крейгіберн і Темпл Басейн).

### Ківі сірий (ророа)

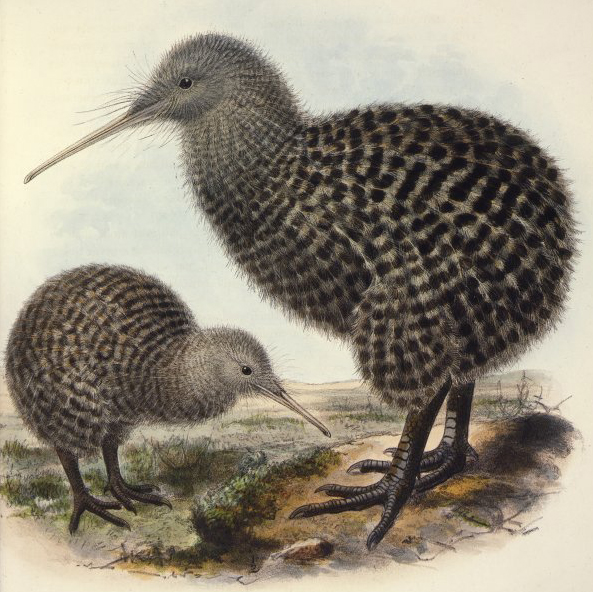
Ківі сірий

Ківі сірий (лат. Apteryx haastii, маор. roroa) — ківі, якого можна почути в околицях селища Артурс-Пасс, але ківі, що веде нічний спосіб життя, часто буває важко побачити. У долині річки Білі мешкає до 40 ківі.

### Века

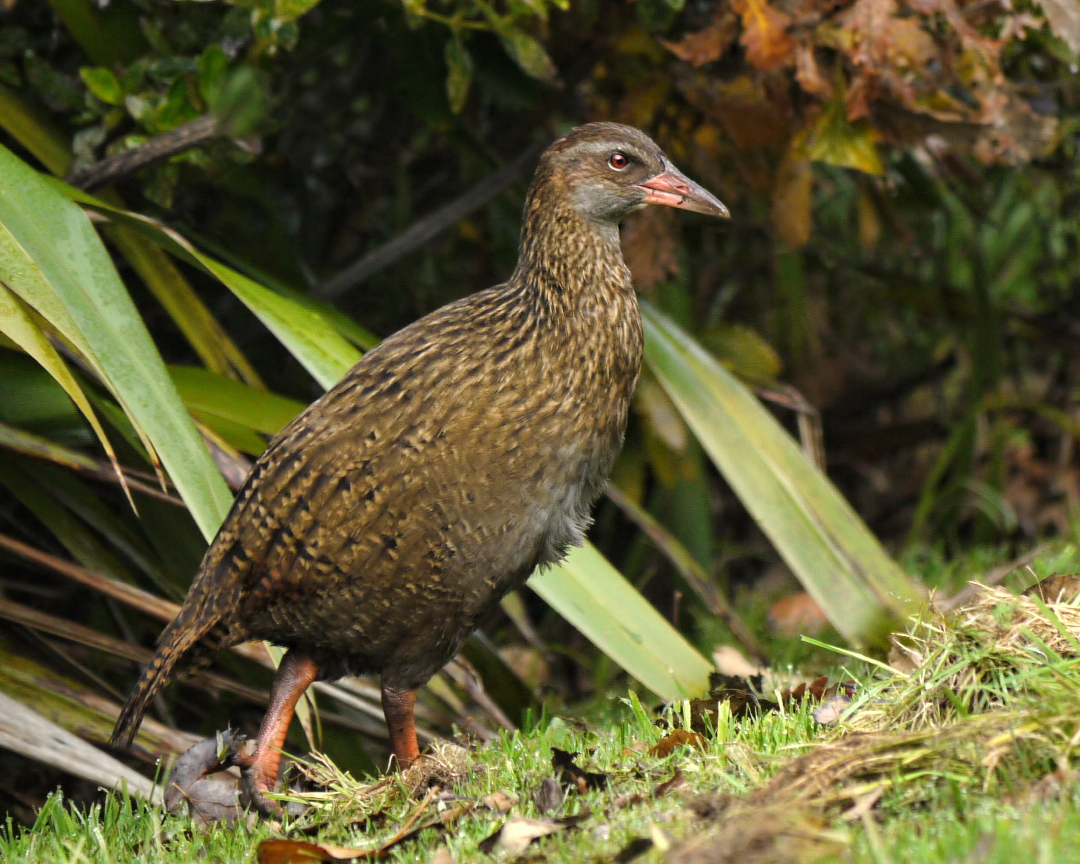
Пастушок новозеландський (века)

Века або Пастушок новозеландський (англ. Gallirallus australis) — великі птахи родини пастушкових, стають все більш поширеними у західній частині парку, а іноді і в долині Едвардса. Вони не були поширені з середини 1920-х років, поки їх популяцію не було відновлено біля річки Тарамакау на початку 1970-х років. Ці великі нелітаючі птахи повільно розширювали свою територію, а боротьба з хижаками дозволила їм розширити свій ареал до селища Артурс-Пасс.

## Безпека парку
Національний парк Артурс-Пасс має репутацію одного з найнебезпечніших національних парків Нової Зеландії. Лише за перші три місяці 2006 року дві людини загинули під час прогулянки парком. Незважаючи на те, що жодних офіційних досліджень серед туристичної громади та постійної спільноти в Артурс-Пасс не проводилося, вважається, що поєднання суворого альпійського рельєфу та легкої доступності сприяє невиправданій безпечності туристів, що призводить до високої смертності та травматизму.
Гори навколо перевалу Артура містять дуже складну місцевість. Позначені денні маршрути в парку, до яких легко дістатися з паркінгів у селищі Артурс-Пасс, передбачають вертикальні підйоми приблизно на 1000 метрів і включають в себе перебування кілька годин значно вище верхньої межі лісу. Вершини гір сильно піддаються впливу погоди, доріжки часто дуже круті (досить круті, щоб у деяких місцях пішоходи змушені підтягуватися на руках) і часто позначаються лише жердинами, вбитими у скелястий ґрунт. Нижче верхньої межі лісу кущі густі з товстим гіллям. Як і в багатьох альпійських районах, погода схильна до частих і раптових змін. Тут часто зустрічаються обриви та скелі, а більшість струмків, що стікають з гір, перериваються через водоспади в тому чи іншому місці. Крім того, у парку є ряд складніших маршрутів, які вимагають високого рівня навичок альпінізму і використання мотузок та іншого спорядження для альпінізму і скелелазіння. Одним словом, безпечне пересування цією місцевістю потребує принаймні середнього рівня досвіду, знань та обладнання, оскільки це справжній «глухий край».
Національний парк Артурс-Пасс знаходиться за декілька годин їзди від Крайстчерча, найбільшого міста на Південному острові Нової Зеландії. Цей порівняно легкий доступ для відвідувачів Нової Зеландії, а також безпосередній доступ до гірських стежок із селища (на відміну від багатьох інших частин Альп, де для того, щоб дістатися гір, потрібен день або більше ходьби по більш пологому рельєфу, що як правило, відлякує менш підготовлених туристів), призводить до того, що велика кількість непідготовлених осіб, переоцінивши свої здібності, потрапляє у смертельну небезпеку. Найбільш поширеними сценаріями небезпечних випадків є ті, коли:
- особи, які потрапили вище верхньої межі лісу з недостатньою кількістю одягу та/або їжі, були застигнуті негодою, з-за чого постраждали від переохолодження, зневоднення організму, голоду;
- особи намагаються піднятися на вершини чи скелі, для чого потрібні знання або обладнання, якими вони не володіють, і часто застрягають на виступі або скелі, не можуть самостійно спуститися назад або продовжити рух вгору через крутість ландшафту, і стикаються з проблемами поганої погоди/переохолодження/зневоднення;
- особи намагаються піднятися на вершини чи скелі, для чого потрібні знання та/або обладнання, яким вони не володіють, і намагаються здійснити маневр, що може призвести до падіння, яке призводить до серйозного травмування або загибелі;
- особи губляться або втрачають орієнтацію, часто через зміну погоди, збиваються з маршруту або намагаються скоротити шлях і зазнають падіння, яке призводить до серйозного травмування або загибелі.

У засобах масової інформації з'являються численні повідомлення про те, що люди заблукали, потрапили в негоду або впали зі схилів гір/скель.

## Нотатки
1. ↑  Річки — природні водні об'єкти, які повністю або частково протікають територією Національного парку «Артурс-Пасс».
2. ↑  Турецька площина — алювіальне віяло (алювіальний конус) в національному парку Артурс-Пас, на правому березі річки Ваймакарірі, утворена виносами струмка Йорданський Потік (права притока Ваймакарірі). В межах конуса винесення Йорданський Потік (англ. Jordan Stream) розпадається на окремі рукави, які розходяться віялом до країв конуса і впадають в Ваймакарірі.
3. ↑  Озеро Летітіа (англ. Lake Letitia) розташоване поза територією Національного парку «Артурс-Пасс», на південному-сході від нього.
4. ↑  Блакитна качка або Качка новозеландська (лат. Hymenolaimus malacorhynchos) — вид птахів із родини качиних, єдиний в однойменному роді (Hymenolaimus). Ендемік Нової Зеландії. Птах зображений на обороті десятидоларової новозеландської банкноти. Маорі звуть її «fee-oh» і ця назва широко використовується в новозеландській англійській мові.